# Stożkówka wiosenna
Stożkówka wiosenna (Conocybe aporos Kits van Wav.) – gatunek grzybów z rodziny gnojankowatych (Bolbitiaceae).

## Systematyka i nazewnictwo
Pozycja w klasyfikacji według Index Fungorum: Conocybe, Bolbitiaceae, Agaricales, Agaricomycetidae, Agaricomycetes, Agaricomycotina, Basidiomycota, Fungi.
Synonimy:
- Pholiotina aporos (Kits van Wav.) Clémençon 1976
- Pholiotina aporos (Kits van Wav.) Clémençon 1976 var. aporos
- Pholiotina aporos var. moseriana Hauskn. 2009

Nazwę polską zaproponował Władysław Wojewoda w 2003 r..

## Morfologia
Kapelusz
Średnica 1,5–3 cm. Powierzchnia o barwie od ochrowej przez cynamonową do intensywnie czerwonobrązowej. W stanie wilgotnym brzeg żłobkowany. Jest higrofaniczny; podczas suchej pogody blednie, poczynając od środka.
Blaszki
Wolne, początkowo bladoochrowe, potem rdzawobrązowe.
Trzon
Wysokość 2–6 cm, grubość do 2 mm, cylindryczny. Powierzchnia jaśniejsza od kapelusza, pokryta białawymi włókienkami.  Pierścień skórkowaty, żłobkowany.
Miąższ
O zapachu podobnym do pelargonii.
Cechy mikroskopowe;
Wysyp zarodników żółtopomarańczowy. Zarodniki o rozmiarach (7–)8–10 × 4,5–5,5 μm, bez pory rostkowej. Cystydy na ostrzach blaszek nitkowate, tej samej szerokości co blaszki.

## Występowanie i siedlisko
Stożkówka wiosenna jest szeroko rozprzestrzeniona w Ameryce Północnej  i w Europie Północnej, występuje także na Nowej Zelandii. W Polsce rozprzestrzenienie i częstość występowania nie są znane. W piśmiennictwie naukowym do 2003 r. podano około 10 stanowisk. Bardziej aktualne stanowiska podaje internetowy atlas grzybów.
Saprotrof. Rośnie w lasach, wśród mchów i traw, czasami także na spróchniałych pniakach. W Polsce pojawia się głównie od maja do czerwca.

## Gatunki podobne
Bardzo podobna morfologicznie jest stożkówka wąskorozwierkowa (Conocybe arrheni). Pojawia się jesienią i odróżnia się budową mikroskopową.